# People of the Pride
"People of the Pride" é uma canção da banda britânica de rock alternativo Coldplay. Foi produzida por Max Martin, Oscar Holter, Bill Rahko, Rik Simpson e Daniel Green. Aparece como a sétima faixa do nono álbum de estúdio da banda, Music of the Spheres (2021), e é a única canção do álbum que contém palavrões. Foi lançada nas rádios adult album alternatives nos Estados Unidos como um single promocional do álbum em 7 de março de 2022, e nas rádios modern rock no dia seguinte.

## Antecedentes
A letra de abertura da faixa foi originalmente gravada durante as sessões do álbum Viva la Vida or Death and All His Friends (2008) como uma canção centrada no piano intitulada "The Man Who Swears He's God". No entanto, a banda se inspirou em movimentos como o Black Lives Matter e de orgulho LGBT para terminar a faixa. Chris Martin afirmou que a canção "é sobre a política humana. Esta é a política que acredita que todos no planeta possuem o direito de ser eles mesmos. E eu acho que mesmo se você for um velho superstar do soft rock, ou um jovem babaca, você tem permissão para acreditar nisso". A faixa é fortemente composta pelo gênero hard rock, com a banda citando Muse, Depeche Mode e Rammstein como influências. Um lyric video da canção foi publicado ao mesmo tempo que a data de lançamento de Music of the Spheres, em 15 de outubro de 2021. A faixa contém uma amostra do single "Black and Gold" de Sam Sparro de 2008, e um interlúdio usado por Beyoncé durante sua apresentação de "End of Time" no Global Citizen Festival em 2015.

## Recepção
"People of the Pride" recebeu avaliações mistas através da crítica. Mikael Wood, do Los Angeles Times, opinou que a faixa faz um lembrete das raízes iniciais do Coldplay na música no qual se inspira na banda Radiohead, mas a chamou de "de longe a pior canção do álbum e a que parece mais deformada pelo toque de Max Martin". Por outro lado, Abby Elizondo, do The Miami Student, elogiou suas letras políticas agressivas, considerando-as especialmente relevantes no cenário político atual.

## Videoclipe
Um videoclipe dirigido por Paul Dugdale foi lançado em 15 de março de 2022. Apresenta o áudio original da canção, apresentações ao vivo e efeitos sonoros adicionais. Os visuais incluem animações fazendo acenos para as letras e trechos de sua apresentação ao vivo na Climate Pledge Arena.